# Lekkoatletyka na Letnich Igrzyskach Olimpijskich 1952 – pchnięcie kulą mężczyzn
Pchnięcie kulą mężczyzn podczas XV Letnich Igrzysk Olimpijskich w Helsinkach rozegrano 21 lipca 1952 (kwalifikacje i finał) na Stadionie Olimpijskim w Helsinkach. Zwycięzcą został reprezentant Stanów Zjednoczonych Parry O’Brien, który w finale ustanowił rekord olimpijski uzyskując wynik 17,41 m.

## Rekordy

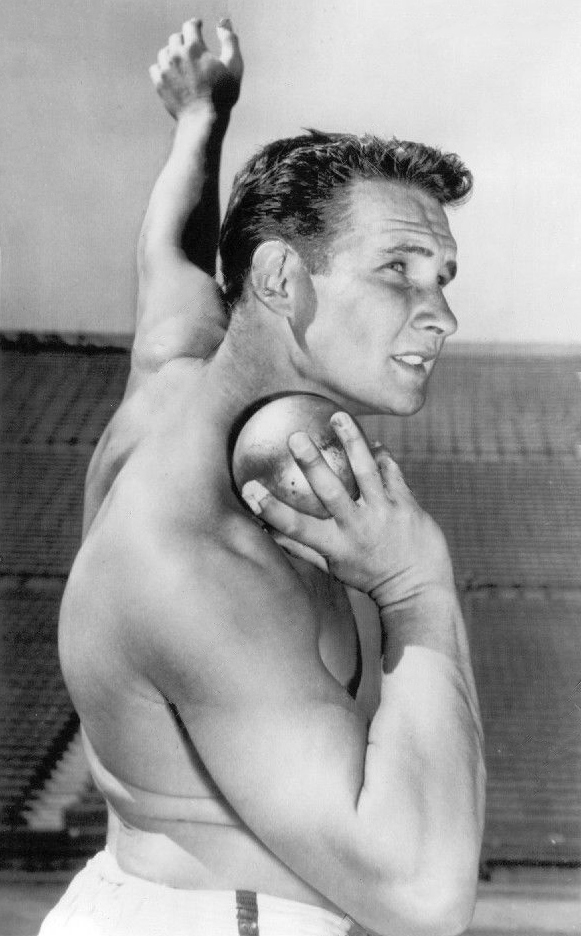
Parry O’Brien

|                   | Zawodnik        | Narodowość        | Wynik | Data                  | Miejsce    |
| ----------------- | --------------- | ----------------- | ----- | --------------------- | ---------- |
| Rekord świata     | James Fuchs     | Stany Zjednoczone | 17,95 | 22 sierpnia 1950(dts) | Eskilstuna |
| Rekord olimpijski | Wilbur Thompson | Stany Zjednoczone | 17,12 | 3 sierpnia 1948(dts)  | Londyn     |

## Wyniki
| Poz. - pozycja |
| – rekord świata \| – rekord krajowy \| – rekord życiowy \| = – wyrównany rekord życiowy \| · – najlepszy wynik w sezonie \| = – wyrównany najlepszy wynik w sezonie \| – rekord olimpijski |
| Fn – falstart \| DNF – nie ukończył \| DNS – nie wystartował \| DSQ – zdyskwalifikowany |

### Kwalifikacje
Do finału awansowali zawodnicy, którzy osiągnęli minimum 14,60 m, względnie 12 najlepszych (gdyby mniej niż 12 zawodników osiągnęło minimum).
| Poz. | Zawodnik               | Reprezentacja     | Próby | Próby | Próby | Wynik | Uwagi |
| Poz. | Zawodnik               | Reprezentacja     | 1     | 2     | 3     | Wynik | Uwagi |
| ---- | ---------------------- | ----------------- | ----- | ----- | ----- | ----- | ----- |
| 1.   | Parry O’Brien          | Stany Zjednoczone | 16,05 | –     | –     | 16,05 | Q     |
| 2.   | Oto Grigalka           | ZSRR              | 15,90 | –     | –     | 15,90 | Q     |
| 3.   | Roland Nilsson         | Szwecja           | 15,81 | –     | –     | 15,81 | Q     |
| 4.   | Darrow Hooper          | Stany Zjednoczone | 15,48 | –     | –     | 15,48 | Q     |
| 5.   | James Fuchs            | Stany Zjednoczone | 15,29 | –     | –     | 15,29 | Q     |
| 5.   | Jiří Skobla            | Czechosłowacja    | 15,29 | –     | –     | 15,29 | Q     |
| 7.   | Gieorgij Fiodorow      | ZSRR              | 15,16 | –     | –     | 15,16 | Q     |
| 8.   | Per Stavem             | Norwegia          | 14,45 | 14,54 | 15,12 | 15,12 | Q     |
| 9.   | Alois Schwabl          | Austria           | 15,00 | –     | –     | 15,00 | Q     |
| 10.  | Angiolo Profeti        | Włochy            | 14,93 | –     | –     | 14,93 | Q     |
| 11.  | Tadeusz Krzyżanowski   | Polska            | 14,11 | 14,90 | –     | 14,90 | Q     |
| 12.  | John Savidge           | Wielka Brytania   | 14,89 | –     | –     | 14,89 | Q     |
| 13.  | Lucien Guillier        | Francja           | 14,13 | x     | 14,62 | 14,62 | Q     |
| 14.  | Aapo Perko             | Finlandia         | 14,23 | 14,50 | 14,26 | 14,50 |       |
| 15.  | Toivo Telen            | Finlandia         | 13,78 | 14,30 | x     | 14,30 |       |
| 16.  | Ramón Rosario          | Portoryko         | 14,21 | 14,00 | 13,94 | 14,21 |       |
| 17.  | Kaarto Rask            | Finlandia         | 14,08 | 13,81 | 13,80 | 14,08 |       |
| 18.  | Konstandinos Jataganas | Grecja            | 12,06 | 14,05 | x     | 14,05 |       |
| 19.  | John Giles             | Wielka Brytania   | 13,73 | 13,70 | x     | 13,73 |       |
| 20.  | Nuri Turan             | Turcja            | 13,00 | x     | x     | 13,00 |       |
| –    | Friðrik Guðmundsson    | Islandia          |       |       |       | DNS   |       |
| –    | Mieczysław Łomowski    | Polska            |       |       |       | DNS   |       |
| –    | Roy Pella              | Kanada            |       |       |       | DNS   |       |
| –    | Aristidis Rumbanis     | Grecja            |       |       |       | DNS   |       |

### Finał
| Poz. | Zawodnik             | Reprezentacja     | Próby | Próby | Próby | Próby | Próby | Próby | Wynik | Uwagi |
| Poz. | Zawodnik             | Reprezentacja     | 1     | 2     | 3     | 4     | 5     | 6     | Wynik | Uwagi |
| ---- | -------------------- | ----------------- | ----- | ----- | ----- | ----- | ----- | ----- | ----- | ----- |
| 01 ! | Parry O’Brien        | Stany Zjednoczone | 17,41 | 17,21 | 16,79 | 16,87 | 17,12 | 16,53 | 17,41 | [ 1 ] |
| 02 ! | Darrow Hooper        | Stany Zjednoczone | 17,02 | 16,59 | 17,08 | 16,50 | 16,93 | 17,39 | 17,39 |       |
| 03 ! | James Fuchs          | Stany Zjednoczone | 17,06 | 16,93 | x     | x     | x     | x     | 17,06 |       |
| 4.   | Oto Grigalka         | ZSRR              | 16,53 | 16,78 | 15,91 | 16,27 | 16,29 | 16,33 | 16,78 |       |
| 5.   | Roland Nilsson       | Szwecja           | 16,55 | 16,08 | 16,33 | x     | x     | x     | 16,55 | [ 3 ] |
| 6.   | John Savidge         | Wielka Brytania   | 16,17 | 16,18 | x     | 16,19 | 16,03 | x     | 16,19 |       |
| 7.   | Gieorgij Fiodorow    | ZSRR              | 15,98 | 16,01 | 16,06 | NQ    | NQ    | NQ    | 16,06 |       |
| 8.   | Per Stavem           | Norwegia          | 15,14 | 16,02 | 15,31 | NQ    | NQ    | NQ    | 16,02 | [ 4 ] |
| 9.   | Jiří Skobla          | Czechosłowacja    | 15,73 | 15,60 | 15,92 | NQ    | NQ    | NQ    | 15,92 |       |
| 10.  | Tadeusz Krzyżanowski | Polska            | 15,08 | 14,57 | 14,32 | NQ    | NQ    | NQ    | 15,08 |       |
| 11.  | Lucien Guillier      | Francja           | 13,94 | 14,46 | 14,84 | NQ    | NQ    | NQ    | 14,84 |       |
| 12.  | Angiolo Profeti      | Włochy            | 14,59 | 14,00 | 14,74 | NQ    | NQ    | NQ    | 14,74 |       |
| 13.  | Alois Schwabl        | Austria           | 14,43 | 14,20 | 14,45 | NQ    | NQ    | NQ    | 14,45 |       |